# Zosterops ficedulinus
Zosterops ficedulinus е вид птица от семейство Zosteropidae. Видът е световно застрашен, със статут Уязвим.

## Разпространение
Видът е разпространен в Сао Томе и Принсипи.